# Línea 504 BIS (Punta Alta)
La línea 504-B, más conocida como 504 BIS, es una línea de transporte urbano de pasajeros de la ciudad de Punta Alta, Argentina. El servicio es prestado por Compañía Puntaltense S.A. con un valor actual de $975,00. Hace uso del Sistema Único de Boleto Electrónico (SUBE), con el cual se accede a los múltiples descuentos y al Boleto Estudiantil financiado por el municipio de Coronel Rosales.

## Recorridos

### IDA
Río Gallegos y 25 de Mayo (inicio de recorrido), Río Gallegos, Roca, Río Uruguay, Paso,San Martin, Murature, Irigoyen, Brown, Mitre, Roca, Rosales, Colón, Acceso Puesto 1, interno Base Naval (final de recorrido).

#### Nota 1
Durante el período escolar, y en el horario de ingreso de los educandos (07:30 y 12:30), el recorrido de salida de la línea 504 (Bis), se modificará en estos
horarios conforme al siguiente detalle:
IDA: Río Gallegos y 25 de Mayo (inicio de recorrido), Río Gallegos, Roca, Río Uruguay, Paso, San Martín, Murature, Irigoyen, Brown, Mitre, Roca, Villanueva, 25 de Mayo, Rosales, Colón, Acceso Puesto 1, interno Base Naval (final de recorrido).

### REGRESO
Interno Base Naval (inicio de recorrido), Puesto 1, Avda. de la Estación S/N, Cooperativa Obrera Suc. N.º 68, Colón, Alberdi, Humberto, Urquiza, 25 de Mayo,
Rivadavia, Brown, Islas Malvinas, Espora, Av. Jujuy, Madryn, Paso, Río Gallegos, Río Gallegos y 25 de Mayo (final de recorrido).